# HD147105
HD147105 — хімічно пекулярна зоря спектрального класу
A3 й має видиму зоряну величину в смузі V приблизно  8,8.

## Пекулярний хімічний склад
Зоряна атмосфера HD147105 має підвищений вміст 
Cr
.

## Магнітне поле
Спектр даної зорі вказує на наявність магнітного поля у її зоряній атмосфері.
Напруженість повздовжної компоненти поля оціненої з аналізу
крил ліній Бальмера
становить  455,6± 417,7 Гаус.